# Bernardo Homem da Costa de Noronha
Bernardo Homem da Costa de Noronha (Angra do Heroísmo, Açores, 18 – Angra do Heroísmo, 28 de dezembro de 1754) foi fidalgo e cavaleiro da Casa Real, por alvará de 16 de julho de 1696.

## Biografia
Filho de Pedro Homem da Costa Noronha e D. Maria Josefa Bernarda da Câmara, foi baptizado em 18 de junho de 1689 na Igreja de Nossa Senhora da Conceição (Angra do Heroísmo).
Exerceu os cargos de Contador da Real Fazenda na ilha Terceira, de Juiz ordinário da Câmara Municipal de Angra do Heroísmo. Foi o 8.º Morgado de Vila Nova.
Desposou D. Mariana Josefa do Canto e Castro, na Igreja de Nossa Senhora da Conceição em Angra, a 28 de setembro de 1710, e, em segundas núpcias, D. Benedita Paula de Castro do Canto, a 26 de julho de 1723.

## Descendência
Com D. Mariana Josefa do Canto e Castro
1. Pedro Homem da Costa Noronha, que faleceu sem geração;
2. Manuel Homem da Costa Noronha Ponce de Leão, capitão-mor de Angra.

Com D. Benedita Paula de Castro do Canto
1. Jerónimo de Castro do Canto Noronha, sem geração;
2. Mateus Homem de Noronha, cónego da Sé de Angra do Heroísmo;
3. Francisco Homem de Noronha;
4. D. Antónia Jacinta de Castro Noronha, que faleceu em 25 de Outubro de 1772, tendo sido desposada por Jácome Leite Botelho de Teive;
5. D. Teodora Benedita de Castro Noronha, desposada por Manuel Moniz Barreto do Couto;
6. D. Maria da Gloria, religiosa capucha;
7. D. Josefa do Paraíso, religiosa capucha;
8. D. Margarida da Gloria, religiosa capucha;
9. D. Úrsula Mariana de Castro Noronha;
10. D. Maria Victoria de Noronha, desposada por José Francisco do Canto e Castro Pacheco de Sampaio;
11. D. Francisca Isabel de Noronha, desposada por Caetano Joaquim da Rocha de Sá e Câmara;